# Ein Landarzt

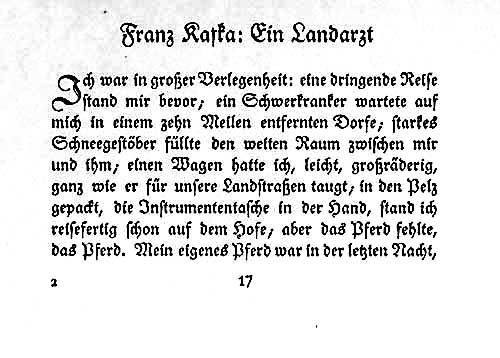
Erstdruck der Erzählung in Die neue Dichtung. Ein Almanach (1917)

Ein Landarzt ist eine Erzählung von Franz Kafka. Sie entstand im Jahr 1917 und wurde 1918 erstmals in Die neue Dichtung. Ein Almanach des Kurt Wolff Verlags veröffentlicht. Sie war namensgebend für den gleichnamigen Erzählband Ein Landarzt Kafkas, erschienen 1920, in dem sie neben dreizehn weiteren Prosatexten enthalten war.

## Inhalt
Ein älterer Landarzt wird nachts zu einem Schwerkranken gerufen. Während sich das Dienstmädchen Rosa im Dorf um ein Leihpferd bemüht, da das eigene Pferd im „eisigen Winter“ verendet ist, steht er im Schneetreiben in seinem Hof herum. Als Rosa ohne Pferd zurückkommt, tritt der ratlose Arzt gegen die Tür eines vermeintlich leerstehenden Schweinestalls seines Anwesens. Zu seiner Überraschung findet er dort zwei kräftige Pferde und einen unbekannten Mann vor, der wenig später urplötzlich über Rosa herfällt. Vom Arzt nur halbherzig zurechtgewiesen, spannt der Unbekannte bereitwillig die Tiere an den Wagen. Der Arzt steigt ein, und schon rast der Wagen davon, wobei der Arzt noch hört, wie die Haustür, hinter der sich die unglückliche Rosa eingeschlossen hat, unter dem Ansturm des Mannes zersplittert. In kürzester Zeit und selbständig legen die Pferde den weiten Weg zurück und bringen den Arzt zu einem Hof, wo er zu einem bettlägerigen Jungen geführt wird. Erst nach mehrmaliger Aufforderung durch die Eltern und die Schwester findet der unentschlossene, auch an das Schicksal von Rosa denkende Arzt die Krankheit des Jungen, eine „handtellergroße“ rosafarbene Wunde in dessen Seite, mit fingerdicken Würmern. Der Arzt weiß sofort, dass er dem Jungen nicht helfen kann.
Inzwischen sind Menschen aus dem Dorf eingetroffen, die den Arzt, der alles mit sich geschehen lässt, nach einem alten Brauch entkleiden und in das Bett des Kranken legen. Währenddessen singt ein Schulchor drohend vor dem Haus: „Und heilt er nicht, so tötet ihn!“. Dann lässt man die beiden allein, und nur die rätselhaften Pferde, die ihre Köpfe durch die offenen Fenster ins Zimmer strecken, sind Zeuge der Unterhaltung zwischen dem Arzt und seinem Patienten, die mit der Einschätzung des auf seine Berufserfahrung pochenden Arztes endet, dass „die Wunde nicht so übel ist“. Dann hat der Arzt seine Rettung im Sinn. In der Annahme, dass die Rückfahrt ähnlich schnell ablaufen werde wie die Hinfahrt, schwingt er sich unbekleidet auf eines der beiden Pferde. Doch jetzt ziehen die unkontrollierbaren Tiere „langsam wie alte Männer“ durch den Frost. Die Erzählung endet mit teils anklagenden, teils resignierenden Gedanken des gescheiterten und an „unirdische“ Pferde ausgelieferten Arztes über die eigene Lage („niemals komme ich so nach Hause“) und über die Situation Rosas, des von ihm „jahrelang kaum beachtete(n) schöne(n) Mädchen(s)“. Sein Schlusssatz resümiert: „Einmal dem Fehlläuten der Nachtglocke gefolgt – es ist niemals gutzumachen“.

## Form
Der Landarzt spricht als Ich-Erzähler. Der Erzählmodus ist klar und beschreibend, enthält aber auch Klagemonologe des Landarztes voller Emotionen: er hat kein Pferd – er bekommt Pferde, aber er opfert ungewollt Rosa – die Leute verlangen Unmögliches vom Arzt – mit dem unirdischen Wagen wird er nachts ins Leere getrieben. Zweimal singt ein Kinderchor. Das Erzähltempo ist hoch. Der Text weist Elemente des Traumes, des Märchens, der Ballade, aber auch der nüchternen Reportage auf.

## Biografische Bezüge
Kafka wurde zu der Erzählung möglicherweise durch seinen Onkel Siegfried Löwy inspiriert, der in einem kleinen Ort in Mähren als Landarzt arbeitete. Über diesen Onkel sagt Kafka in einen Brief an Max Brod: „Und er lebt so auf dem Land, unausreißbar, zufrieden, so wie einen eben ein leise rauschender Irrsinn zufrieden machen kann, den man für die Melodie des Lebens hält“.
Kafkas Tagebuchaufzeichnungen vom 9. Oktober 1911 schildern einen Traum von einem Bordell mit einer Dirne, deren ganzer Körper „mit großen siegellackroten Kreisen mit erblassenden Rändern und dazwischen versprengten roten Spritzern bedeckt war“.
Am 12. August 1917 erlitt Kafka einen heftigen Blutsturz, in Zusammenhang mit seiner Tuberkulose, an der er schließlich starb. An Max Brod schrieb er am 5. September 1917, mit der „Blutwunde“ im Landarzt habe er seine Krankheit „vorausgesagt“.
Kafka selbst bezeichnete Ein Landarzt als eine seiner wenigen wirklich gelungenen Erzählungen.

## Deutungsansätze
Die Erzählungen Kafkas, so auch der Landarzt, haben bei den Interpreten die unterschiedlichsten Deutungsansätze provoziert, von sozialkritischen über psychoanalytische bis hin zu religiösen.

### Psychoanalytischer Deutungsansatz
Ebenfalls im Jahr 1917 entstand die Abhandlung „Eine Schwierigkeit der Psychoanalyse“ von Sigmund Freud. Eine Erkenntnis daraus ist, „dass das Ich nicht Herr sei in seinem eigenen Haus“. Das ist genau der Ausruf, den Rosa angesichts der plötzlich auftauchenden Pferde aus dem verlassenen Schweinestall tut. Beides bezieht sich auf das Unbewusste, in dem die Triebe angesiedelt sind. Die kraftvollen, stolzen Pferde sind Männlichkeitssymbole. Die Magd Rosa ist Gegenstand der Triebbefriedigung des Knechtes, aber auch der sexuellen Imagination des Landarztes.
Die Wunde des jungen Patienten wird ebenfalls als „rosa“ in verschiedenen Ausblühungen beschrieben. Sie kann als Sinnbild des gehemmten Triebes und damit auch der missratenen Existenz gelten. Aber auch die Existenz des Landarztes ist brüchig, denn auch er lebt mit Verdrängung und Hemmungen, ist nicht „Herr im eigenen Haus“ und verfehlt so seine Lebensidentität und die daraus resultierenden Anforderungen.
Wiebrecht Ries schreibt: „Dem Verlust der Kontrolle des Landarztes über das Pferdegespann entspricht die Subversion des Subjekts: nämlich dass das, was wir unser 'Ich' heißen, sich im Leben wesentlich passiv verhält, dass wir gelebt werden von unbekannten unbeherrschbaren Mächten, wie Sigmund Freud in Das Ich und das Es 1923 schreibt.“

### Intertextueller Deutungsansatz
Kafkas Bezugnahme auf eine Reihe von literarischen Vorläufertexten wurde ebenfalls für eine Deutung der Erzählung herangezogen. Als thematischer Ausgangspunkt lässt sich demnach das expressionistische Vater-Sohn-Drama Der Sohn (1914) von Walter Hasenclever ansehen, das 1916 kurz vor Niederschrift des Landarztes in Prag uraufgeführt wurde. Der Beziehung zwischen Arzt, Pferdeknecht und Dienstmädchen sowie zwischen Arzt und Patienten entspricht im Drama eine ähnliche Beziehung zwischen Arzt, Sohn und Dienstmädchen, so dass die Landarzt-Erzählung wie schon Das Urteil als eine mehrfach perspektivierte Vater-Sohn-Geschichte verstanden werden kann, die sich um den Generationenkampf und die Nachfolgefrage dreht. Weitere Bezüge werden hergestellt zum Märchen der 672. Nacht (1895) von Hugo von Hofmannsthal, zur Erzählung Ein Fall aus der Praxis (1898) von Anton Pawlowitsch Tschechow und der Legende von St. Julian dem Gastfreien (1877) von Gustave Flaubert, dazu bezüglich des Motivs der Pferde solche zur Ilias des Homer (Rosse des Achilles), zu Shakespeares Richard III. und zur Novelle um den Rosshändler Michael Kohlhaas (1810) von Heinrich von Kleist (Motiv der Pferde im Schweinestall).
Der Schluss des Landarztes korrespondiert mit dem Ende von Der Kübelreiter, der nach ebenfalls vergeblichem Bemühen sich in die eisigen Höhen entfernt. Gleichzeitig bestehen innere Zusammenhänge zu Der Jäger Gracchus, auch dieser ist ein im Raum Verlorener, der ziellos weiterziehen muss. Die eindeutig sexuellen Bezüge sind eher weniger ausgeprägt in den anderen kurzen Prosastücken Kafkas als vielmehr in den drei Romanfragmenten Der Verschollene, Das Schloss und Der Process. Die dortigen Protagonisten erfahren Sexualität in erster Linie als Tabu und Übergriff, oder als Vehikel zur Erreichung bestimmter Ziele.

### Weitere Ansätze
Peter-André Alt sieht im Landarzt auch den Mythos „vom ewigen Juden Ahasver, der dazu verdammt ist, unerlöst durch die Fremde zu streifen“, aufgegriffen. Dieser Bezug scheint jedoch in der Erzählung Der Jäger Gracchus offensichtlicher, da dort auch das Motiv des Nicht-Sterben-Könnens vorkommt und die Schuldfrage gestellt wird.
Kindlers Lexikon (S. 42) führt aus, dass Der Landarzt alle Punkte der Medizinkritik aus Kafkas autobiografischen Schriften enthält. Es werden das Scheitern der Schulmedizin und dann die (ebenfalls unwirksamen) Heilungszeremonien magischer Praktiken vorgeführt.

## Adaptionen
Verfilmungen
- Nachtland von Cyril Tuschi (1995)
- Menschenkörper von Tobias Frühmorgen (2004)
- Kafka: Inaka Isha (jap. カフカ 田舎医者) – Anime-Verfilmung von Kōji Yamamura (2007)[11]

Oper
- Ein Landarzt. Funkoper von Hans Werner Henze aus dem Jahre 1951 (Bühnenfassung 1964/65)

## Ausgaben
- Ein Landarzt. In: Die neue Dichtung. Ein Almanach. Kurt Wolff, Leipzig 1918 [noch 1917 erschienen]. (Erstausgabe)
- Ein Landarzt. Kleine Erzählungen. Kurt Wolff, München und Leipzig 1920. (Erstausgabe – allerdings nicht für alle Texte)
- Reprint der Erstausgabe: Ein Landarzt. Kleine Erzählungen. Stroemfeld Verlag, ISBN 3-87877-941-0.
- Sämtliche Erzählungen. Herausgegeben von Paul Raabe, Fischer-Taschenbuch-Verlag, Frankfurt am Main und Hamburg 1970, ISBN 3-596-21078-X.
- Die Erzählungen. Herausgegeben von Roger Herms, Originalfassung Fischer Verlag, 1997, ISBN 3-596-13270-3
- Der Kübelreiter – Ein Hungerkünstler. (Sammlung von Kafkas Kurzgeschichten) Hamburger Lesehefte Verlag 189. Heft, ISBN 978-3-87291-188-9.
- Drucke zu Lebzeiten. Herausgegeben von Wolf Kittler, Hans-Gerd Koch und Gerhard Neumann. Fischer Verlag, Frankfurt/Main 1996, S. 249–313 (Sammelband), 252–261 (Erzählung).
- Ein Landarzt. Kleine Erzählungen. Mit Federzeichnungen von Alfred Kubin. Insel Verlag, Frankfurt am Main u. Leipzig 2003 (Insel-Bücherei 1243), ISBN 978-3-458-19243-5.
- Ein Landarzt. Kleine Erzählungen. Mit Illustrationen von Karel Hruška und einem bebilderten Begleitwort zur Entstehung und Wirkung von Harald Salfellner, Vitalis Verlag, Prag 2024, ISBN 978-3-89919-793-8.

## Sekundärliteratur
- Juliane Blank: Ein Landarzt. Kleine Erzählungen. In: Manfred Engel, Bernd Auerochs (Hrsg.): Kafka-Handbuch. Leben – Werk – Wirkung. Metzler, Stuttgart, Weimar 2010, ISBN 978-3-476-02167-0, S. 218–240, bes. 227–231.
- Thomas Borgstedt: Kafkas kubistisches Erzählen. Multiperspektive und Intertextualität in „Ein Landarzt“. In: Irmgard M. Wirtz (Hrsg.): Kafka verschrieben. Göttingen 2010, S. 51–94.
- Hans P. Guth: Symbol and Contextual Restraint: Kafka's „Country Doctor“. In: PMLA 80 (1965), S. 427–431.
- Henry Hatfield: Life as Nightmare: Franz Kafka's “A Country Doctor”. In: Henry Hatfield: Crisis and Continuity in Modern German Fiction. Ten Essays by Henry Hatfield. Ithaca, London 1969, S. 49–62.
- Hans Helmut Hiebel: Franz Kafka. „Ein Landarzt“. München 1984.
- Robert Kauf: Verantwortung. The Theme of Kafka's Landarzt Cycle. In: Modern Language Quarterly 33 (1972), S. 420–432.
- Detlef Kremer: Ein Landarzt. In: Michael Müller (Hrsg.): Interpretationen. Franz Kafka. Romane und Erzählungen. Reclam, Stuttgart 1994, S. 197–214.
- Hans Lösener: Textsystem und Perspektivität – Zu Franz Kafkas Erzählung „Ein Landarzt“. In: Hans Lösener: Zwischen Wort und Wort. Interpretation und Textanalyse. Paderborn: Fink 2006. S. 125–192.
- Helmut Motekat: Interpretation als Erschließung dichterischer Wirklichkeit (mit einer Interpretation von Franz Kafkas Erzählung „Ein Landarzt“) In: Interpretationen moderner Prosa. Frankfurt a. M., Berlin, München 1973, S. 5–25.
- Ewald Rösch: Getrübte Erkenntnis. Bemerkungen zu Franz Kafkas Erzählung „Ein Landarzt“. In: Rainer Schönhaar (Hrsg.): Dialog. Literatur und Literaturwissenschaft im Zeichen deutsch-französischer Begegnung. Festgabe für Josef Kunz. Berlin 1973, S. 205–243.